# Celeste Poma
Celeste Poma (ur. 10 listopada 1991 w Vogherze) – włoska siatkarka, grająca na pozycji libero. 